# Gökhan Töre
Gökhan Töre (Colonia, 20 gennaio 1992) è un calciatore tedesco naturalizzato turco, centrocampista o ala svincolato.

## Biografia
Nella notte del 15 ottobre 2013 la Turchia ha appena perso 2-0 contro l'Olanda: Tore in ritiro con la nazionale, completamente ubriaco, entra in camera di alcuni amici, a Toprak punta la pistola in bocca, a Calhanoglu sul ginocchio. Non parte nessun colpo, non ci sono ferite, ma Tore paga la sua bravata da ventunenne con una lunga esclusione dalla nazionale. Dura un anno e nel frattempo Tore viene coinvolto involontariamente in una sparatoria in un night club di Istanbul; ed è stato operato nella notte con urgenza a una spalla. Dopo un anno Terim decide che il castigo è finito e richiama il giocatore del Besiktas per le due gare contro Repubblica Ceca e Lettonia. Calhanoglu e Toprak, convocati, rinunciano a partire e i media turchi ci ricamano un po' su dicendo che: "Hanno paura di Tore". Alla fine la faccenda finisce che tutti e 3 i calciatori verranno convocati in Nazionale.

## Palmarès

### Club

#### Competizioni giovanili
- FA Youth Cup: 1

Chelsea: 2009-2010

#### Competizioni nazionali
- Supercoppa di Russia: 1

Rubin: 2012
- Campionato turco: 3

Beşiktaş: 2015-2016, 2016-2017, 2020-2021
- Coppa di Turchia: 1

Beşiktaş: 2020-2021